# Санта-Марія-ду-Токантінс
Санта-Марія-ду-Токантінс — муніципалітет в штаті Токантінс (Бразилія), населення становило 2894 осіб у 2010 році. Складає частину мезорегіона Східний Токантінс. Входить в економічно-статистичний мікрорегіон Порту-Насіунал.

## Демографія
Згідно з даними, отриманих під час перепису 2010 р. Національним інститутом географії й статистики (IBGE), населення муніципалітета становить:
| Загальне населення                              | Загальне населення                              | Загальне населення                              | Загальне населення                              | 2 894 |
| ----------------------------------------------- | ----------------------------------------------- | ----------------------------------------------- | ----------------------------------------------- | ----- |
| в том числі:                                    | Міське населення                                | 1 725                                           | Відсоток міського населення, %                  | 59,61 |
|                                                 | Сільське населення                              | 1 169                                           | Відсоток сільського населення, %                | 40,39 |
|                                                 | Чоловіче населення                              | 1 518                                           | Відсоток чоловічого населення, %                | 52,45 |
|                                                 | Жіноче населення                                | 1 376                                           | Відсоток жіночого населення, %                  | 47,55 |
| Щільність населення, осіб/км²                   | Щільність населення, осіб/км²                   | Щільність населення, осіб/км²                   | Щільність населення, осіб/км²                   | 2,05  |
| Населення муніципалітету в % до населення штату | Населення муніципалітету в % до населення штату | Населення муніципалітету в % до населення штату | Населення муніципалітету в % до населення штату | 0,21  |

По данних оцінки 2016 року населення муніципалітету становить 3 252 жителя.